# Powszechny kodeks karny o zbrodniach i karach
Powszechny kodeks karny o zbrodniach i karach (niem.: Allgemeines Gesetz über Verbrechen und derselben Bestrafung), popularnie: Josephina – pol. Józefina) – kodeks karny cesarza Józefa II (od jego imienia pochodzi potoczna nazwa), obowiązujący od 1787 w krajach monarchii habsburskiej. Kodeks ten stanowił jeden z etapów rozwoju nowożytnego prawa karnego, wprowadzając wiele reform realizujących postulaty doktryny humanitarnej.

## Powstanie
Gdy Józef II rozpoczynał panowanie w Austrii, obowiązywał tam kodeks karny Theresiana, wydany przez jego matkę cesarzową Marię Teresę w 1768, wzorowany na słynnej Constitutio Criminalis Carolinae z 1532. Theresiana była już wówczas kodeksem wyraźnie archaicznym. Z polecenia cesarza Józefa II rozpoczęto prace nad nowym kodeksem karnym odpowiadającym ideom epoki. W ich wyniku w 1787 powstał nowy kodeks karny. 

## Struktura
W przeciwieństwie do Theresiany, Josephina zawierała jedynie regulacje prawa karnego materialnego – Prawo karne procesowe zostało skodyfikowane osobno w 1788. 
Josephina zawierała 266 paragrafów, napisanych językiem przystępnym i wolnych od kazuistyki. Składała się z dwóch części:
- część I (184 paragrafy) zawierała przepisy o przestępstwach i karach kryminalnych[2],
- część II (82 paragrafy) obejmowała przepisy dotyczące przestępstw i kar politycznych[2].

Przepisy części ogólnej prawa karnego zostały skupione i wyodrębnione w trzech rozdziałach części pierwszej.

## Charakterystyka
W pracach nad kodeksem uwzględniono postulaty, jakie głosiła w prawie szkoła humanitarystów, przez co Josephina stała się kodeksem nowoczesnym. 
W zakresie zasad odpowiedzialności karnej Josephina jako pierwszy kodeks na świecie w pełni przyjmowała wprowadzoną w § 1 zasadę nullum crimen sine lege (formalna definicja przestępstwa: przestępstwem jest tylko czyn określony w ustawie). Tym samym kodeks zakazał stosowania analogii w sprawach karnych. 
Odstąpiono od różnicowania odpowiedzialności karnej ze względu na stan społeczny, przyjmując zasadę równości wobec prawa. Przyjęto również zasadę powszechności prawa karnego – Josephina obowiązywała wszystkich mieszkańców monarchii. 
Kodeks podkreślał subiektywizm oraz indywidualny charakter odpowiedzialności karnej. Jako pierwszy zrównał usiłowania z dokonaniem przestępstwa. Znacząco rozbudowano granice uczestnictwa w cudzym przestępstwie – podżegacz odpowiadał nawet wtedy, gdy podżegany nie popełnił przestępstwa (zerwanie z zasadą akcesoryjności). 
Josephina zawierała konstrukcję zamiaru pośredniego (dolus indirectus). 
W zakresie typizacji czynów zabronionych po raz pierwszy dokonano rozróżnienia przestępstw (co jest widoczne w strukturze kodeksu) na dwie kategorie: kryminalne (ciężkie, w szczególności przeciw władcy i państwu, przeciw życiu, zdrowiu, wolności; do ich sądzenia właściwe były sądy kryminalne, popełnić je można było tylko umyślnie) i polityczne (mniejszej wagi, podlegające kompetencji organów administracyjnych, wówczas nazywanych policyjnymi; można je było popełnić umyślnie i nieumyślnie). 
Zreformowano katalog przestępstw - np. zbrodnia obrazy majestatu została ujęta jako przestępstwo przeciw państwu jako całości, a nie jako wystąpienie przeciw osobie monarchy. Zniesiono karanie za czary. 
W zakresie katalogu kar Josephina znosiła arbitralność kar, przewidując, że stosować można tylko takie kary, które są w nim przewidziane (nulla poena sine lege). Kara miała być dostosowana do przestępstwa. Podstawowym rodzajem kary stała się kara pozbawienia wolności (do 100 lat). Kara śmierci została zniesiona w postępowaniu zwyczajnym, utrzymano ją tylko w postępowaniu doraźnym (nadzwyczajnym), stosowanym w przypadku buntów, rozruchów, powstań narodowych.

## Obowiązywanie
Kodeks wprowadzono w 1787 we wszystkich krajach austriackich (również w Galicji). W Galicji Josephina obowiązywała jednak tylko do czasu wejścia w życie Ustawy karnej dla Galicji Zachodniej 1 stycznia 1797. W pozostałych krajach austriackich Powszechny kodeks karny o zbrodniach i karach obowiązywał do 1803, czyli do momentu wprowadzenia Księgi ustaw na zbrodnie i ciężkie policyjne przestępstwa, tzw. Franciszkany. Zmiana kodeksu była spowodowana min. potrzebą zaostrzenia represji karnej w obliczu Rewolucji Francuskiej (np. w 1795 ponownie wprowadzono karę śmierci za zdradę główną).